# Entwaldung in Haiti

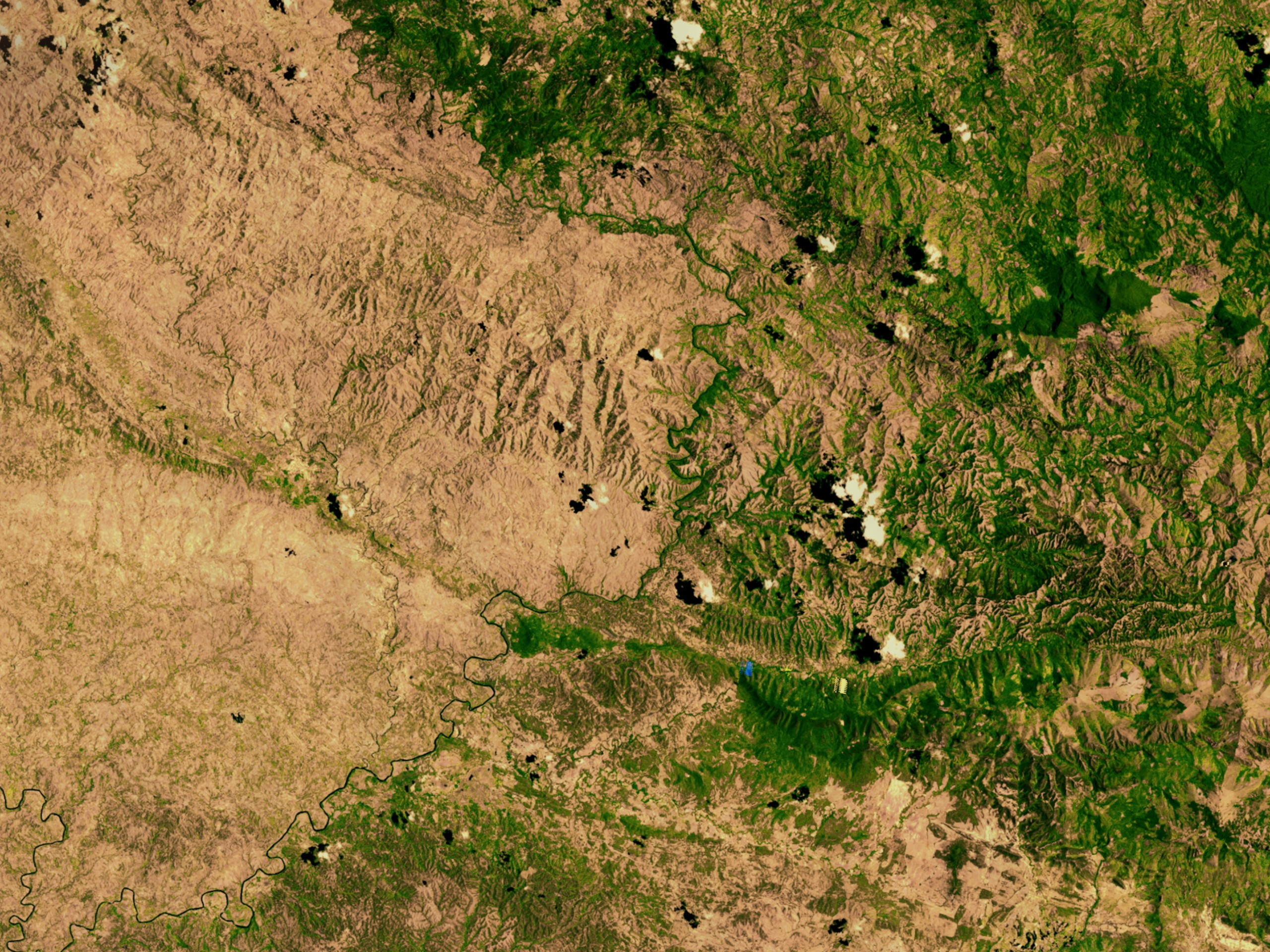
Satellitenbild: Grenzgebiet zwischen Haiti (links) und der Dominikanischen Republik (rechts)

Die Entwaldung in Haiti ist ein komplexes ökologisches und soziales Problem. Studien haben gezeigt, dass in Haiti jährlich bis zu einer Million Tonnen Holzkohle produziert und verbraucht werden. Damit ist dies die zweitgrößte landwirtschaftliche Wertschöpfungskette des Landes und macht etwa 5 Prozent des Bruttoinlandsprodukts aus.

## Entwicklung

### Aufschwung der Landwirtschaft
Die rasche Abholzung der Wälder Haitis begann während der Kolonialzeit durch die landwirtschaftlichen Aktivitäten der Siedler. Die Anlage großer Zuckerplantagen ab den 1640er Jahren führte zu weitgehender Entwaldung im Tiefland. Wälder gaben zudem entkommenen Sklaven Schutz, weshalb Rodungen generell als Verbesserungsmaßnahmen angesehen wurden. Die Entwaldung wurde durch die Einführung des Kaffeeanbaus im Jahr 1730 weiter verstärkt. Auch die Wälder im Hochland wurden nun gerodet und fünfzig Jahre später war ein Viertel der Fläche der Kolonie Saint-Domingue mit Kaffee bebaut. Das System der Monokulturen von Kaffee-, Indigo-, Tabak- und Zuckerrohrplantagen erschöpfte die Bodennährstoffe und führte zu einer schnellen Erosion der tropischen Böden. Nachdem die Mahagoni-Vorkommen (Swietenia mahagoni) auf Jamaika erschöpft waren, wurden auch die Bestände auf Kuba und Haiti geplündert.
Nach der haitianischen Revolution des Jahres 1804 war die Regierung gezwungen, während des gesamten 19. Jahrhunderts Holz zu exportieren, um eine Entschädigung in Höhe von 90 Millionen Francs an Frankreich zu zahlen, da die vertriebene Kolonialmacht Ansprüche wegen verlorenen Eigentums, einschließlich der ehemals versklavten Bevölkerung, erhob, bevor sie bereit war, die Unabhängigkeit des Landes anzuerkennen. Mehr als ein Jahrhundert lang musste die ursprüngliche Summe plus Zinsen abbezahlt werden, was durch Lieferungen von Holz erfolgte oder durch Erträge aus der Abholzung finanziert wurde. Der Landbesitz war nach wie vor ungleich verteilt, und die meisten Menschen hatten nur Zugang zu kargen Berghängen zwischen 200 und 600 Metern, oberhalb der fruchtbaren Ebenen und unterhalb der Kaffeeplantagen. Diese Hänge waren besonders erosionsanfällig, wenn sie gerodet wurden.

### Naturkatastrophen und Holzkohleproduktion
Die Abholzung erreichte in der zweiten Hälfte des 20. Jahrhunderts ihren Höhepunkt. Im Jahr 1950 waren noch etwa 50 Prozent des haitianischen Territoriums mit Wald bedeckt. Bis 1970 war der Waldanteil auf nur noch 8 Prozent zurückgegangen und lag Anfang der 1980er Jahre gerade einmal bei 2 Prozent. Die Waldvernichtung bekam einen besonderen Schub, als der Hurrikan Hazel im Jahr 1954 auf der ganzen Insel Hispaniola Bäume entwurzelte. Von dieser Katastrophe an intensivierten die Konzessionäre ihre Abholzungsaktivitäten, um der gestiegenen Nachfrage nach Holzkohle in Port-au-Prince gerecht zu werden. Die Entwaldung beschleunigte sich, was aufgrund umweltschädlicher landwirtschaftlicher Praktiken, des raschen Bevölkerungswachstums und des zunehmenden Wettbewerbs um Land bereits zu einem Problem geworden war. Techniken, die die Forstwirtschaft produktiver machen könnten, wurden nicht angewandt.

### Kriminelle Aktivitäten
Im 21. Jahrhundert haben Militärs der Dominikanischen Republik einen lukrativen Holzkohlehandel aufgebaut. Sie heuerten haitianische Arbeitskräfte an, um Holzkohle nahe der Grenze zu produzieren. Ein Großteil dieser Holzkohle ist für Puerto Rico und das Festland der Vereinigten Staaten bestimmt, obwohl eine kleine Menge über die Grenze nach Haiti gelangt. Schätzungen zufolge wurden 2014 wöchentlich 115 Tonnen Holzkohle illegal von der Dominikanischen Republik nach Haiti verbracht. Dominikanische Beamte schätzen, dass mindestens 10 Lastwagen pro Woche mit Holzkohle beladen die Grenze passieren.
Im Rahmen der Krise in Haiti seit 2018 gingen kriminelle Banden auch dazu über, Waldbrände zu legen und so das Chaos im Land weiter zu steigern.

## Auswirkungen
Mangelnde Bewaldung führt unmittelbar zur Bodenerosion, was ein hügeliges bis bergiges Land wie Haiti besonders trifft. Jährlich gehen schätzungsweise 61 Quadratkilometer Mutterboden verloren, da er durch Niederschläge fortgeschwemmt wird. Die Erosion beschädigt auch andere Infrastrukturen wie Dämme, Bewässerungssysteme, Straßen und Meeresökosysteme an der Küste. Folge ist die Senkung der Produktivität des Landes sowie häufigere und heftigere Dürren, wodurch der Druck auf das verbleibende Land und den noch vorhandenen Baumbestand zunimmt. Die Bodenerosion birgt auch die Gefahr tödlicher Erdrutsche, da das Wasser heftiger Regenfälle nicht mehr von solider Vegetation aufgefangen oder zumindest gebremst wird.
Das Abhandenkommen der natürlichen Umwelt führt zu anhaltender Landflucht. In den Städten bildeten sich Elendsgebiete, denen es an sanitären Einrichtungen und sonstiger Infrastruktur fehlt. Die Entwaldung führt auch zur Entstehung und Ausweitung von Trockengebieten, die in tropischen Klimazonen üblicherweise von regelmäßigen Niederschlägen bewässert wurden. Dies bedingt mangelnde Bedingungen für zahlreiche Arten der Pflanzen- und Tierwelt Obst- und Grasarten sind vom Aussterben bedroht, gefährdet oder selten geworden. In der Tierwelt sind bereits zehn von siebzehn endemische Arten (Säugetiere, Reptilien und Vögel) ausgestorben.

## Gegenmaßnahmen
Im Jahr 2015 hat das Ernährungs- und Landwirtschaftsorganisation der Vereinten Nationen (FAO) ein Programm gegen die Wüstenbildung in Haiti initiiert. Es besteht aus der Wiederherstellung von fruchtbarem Land (11.645 Hektar degradiertes Land wurde durch das Pflanzen von 5 Millionen Setzlingen lokaler Wald- und Obstarten wiederhergestellt), aus wirtschaftlichen Maßnahmen zur Verbesserung des Lebensstandards in betroffenen Gebieten (Schwerpunkt: Erzeugung von Nichtholzprodukten aus Mais und Bohnen, Maniok und Honig) sowie auf der Gründung von Spar- und Kreditvereinigungen.
Haitianische Regierungen haben angesichts durchweg desloter Zustände (Naturkatastrophen, Korruption, Bandenkriminalität und anderes) die Notwendigkeit der Wiederaufforstung nicht prioritär verfolgt. Anstöße zum Handeln kamen aus dem Ausland. So war das Agroforstprogramm Pwojè Pyebwa von USAID in den 1980er Jahren Haitis wichtigstes Wiederaufforstungsprogramm. In der ersten Phase von Projè Pyebwa wurden mehr als 25 Millionen Bäume neu gepflanzt.
Die Verringerung der Verschwendung bei der Holzkohleproduktion, die Einführung effizienterer Holzöfen und den Import von Holz im Rahmen des USAID-Programms „Food for Peace“ ergänzten die Aufforstung. Da die meisten Haitianer von Holz und Holzkohle als Hauptbrennstoffquelle abhängig sind, werden Energiealternativen benötigt, um die Wälder zu retten. Ein 1999 genehmigter 15-Jahres-Umweltaktionsplan schlug vor, die Abholzung durch die Entwicklung alternativer Brennstoffquellen zu stoppen. Politische Instabilität und fehlende Finanzmittel haben die Wirkung dieser Reformbemühungen eingeschränkt.
Mehrere Agenturen und Unternehmen, die Solarkocher als Alternative zur Verwendung von Holz und Holzkohle herstellen, arbeiten in Haiti an Lösungen für das Armuts- und Brennstoffproblem, obwohl ihre Wirksamkeit und der Grad ihrer Nutzung fraglich sind.
Forscher des Instituts für Lebensmittel- und Agrarwissenschaften der Universität Florida vertraten die abweichende Meinung, dass die Holzkohleproduktion weder in der Vergangenheit noch heute der Hauptgrund für die Entwaldung in Haiti war. Sie präsentierten auch wesentliche günstigere Werte bezüglich der in Haiti vorhandenen Vegetation.